# Джонсон, Джимми (музыкант)
Джимми Джонсон (англ. Jimmy Johnson, настоящее имя Джеймс Эрл Томпсон англ. James Earl Thompson; 25.11.1928, Холли-Спрингс, Миссисипи, США  — 31.01.2022, Харви, Иллинойс, США) — американский блюзовый гитарист и певец. Лауреат Blues Music Awards в номинациях «Песня года» (1980, 1983), «Альбом современного блюза» (1985), «Альбом-возвращение» (1996), номинант Blues Music Awards в категориях «Исполнитель современного блюза (мужчина)» (1980), «Альбом современного блюза» (1980), «Альбом года» (2000), «Альбом соул-блюза» (2003, с братом), «Альбом традиционного блюза» (2021). Член Зал славы блюза (2016) . Родной брат блюзмена Сила Джонсона и бас-гитариста Мака Томпсона, игравшего в группе Мэджика Сэма.

## Биография
Джимми Джонсон родился в 1928 году в Холли-Спрингс в семье Верли и Сэма Томпсонов, и был вторым ребёнком в семье. Отец играл на губной гармонике и немного на гитаре. В своей юности он играл на фортепиано, тренируясь самостоятельно в школе, и пел госпел. С ранних лет работал в поле, в 16 лет уехал в Мемфис, где зарабатывал на жизнь разными способами: работал на стройке, рыл канавы, работал портье в отеле, а также пел госпел в группе United Five. В 1948 году переехал в Чикаго к дяде, где работал сварщиком и лишь в свободное время играл на гитаре и выступал в составе группы Golden Jubilaires. В 1950 году в Чикаго вслед за Джонсоном переехала его мать и младшие дети. Лишь в 28 лет Джонсон купил себе первую гитару (у Билли Боя Арнольда) . 4 июля 1958 года он впервые выступил на концерте, после которого был немедленно уволен, как не справившийся . Начал выступать как профессионал лишь в 1959 году в коллективе Слима Уиллиса (к тому времени его младшие братья уже давно вышли на профессиональную сцену), и в это же время поменял свою фамилию на Джонсон, как и его брат Сил. На его манеру игры повлияли Бадди Гай и Отис Раш. Джимми Джонсон, улучшая свою игру на гитаре, посещал в Чикаго Бостонский музыкальный колледж, где брал уроки у Реджи Бойда . Он выступал среди прочих с такими блюзменами как Фредди Кинг, Альберт Кинг, Мэджик Сэм, Отис Раш и Эдди Клируотер
В 1960 году Джимми Джонсон сконцентрировался на исполнении соул, поскольку в тот период времени эта музыка была более популярна и могла дать заработать  Музыкант работал с такими музыкантами, как Отис Клей, Дениз Ласаль и Гарланд Грин. В начале 1960-х  Джимми Джонсон собрал собственную группу Lucky Hearts, которая в середине 1960-х выпустила первый сингл. В 1974 году Джимми Джонсон вернулся в блюз, начав работать ритм-гитаристом у Джимми Доукинса и приняв участие в гастролях по Японии вместе с Отисом Рашем.
В 1977 году Джонсон впервые записался сольно, но альбом не был выпущен. Первые записи блюзмена были выпущены лишь во Франции, и представляли собой концертные записи, сделанные в 1975–77 годах в чикагских клубах Ma Bea's и Golden Slipper . Первый альбом в США под собственным именем Джонсон выпустил лишь в 50-летнем возрасте на MCM Records в 1978 году, и второй в 1979 году на Delmark Records. «„I Need Some Easy Money“ и „Ashes In My Ashtray“, две из самых ярких песен альбома, продемонстрировали мастерство Джимми в эмоциональном минорном блюзе. „Я слышу много старых блюзменов, они поют в миноре и играют в мажоре. Мне просто показалось лучше я буду петь в миноре, так почему бы просто не сгладить эту треть и не сделать этот аккорд минорным?“» . Роберт Кристгау в своей книге Christgau's Record Guide: Rock Albums of the Seventies отметил следующее: «Брат Сила был лучше на Living Chicago Blues Volume I, но лишь немного, и компенсировал это тем, что неожиданно продемонстрировал свои способности автора текстов. И когда он надеется попасть на обложку журнала Living Blues, и когда жалуется что женщины уже не так западают на него, он производит впечатление дерзкого современного парня. Однако его стенания со временем становятся слабыми, а его гитара не может обеспечить экстра-громкость, лишь его группа звучит основательно». Когда Кристгау говорит об альбоме Living Chicago Blues Volume I, он имеет в виду сборник блюза, выпущенный Alligator Records в 1978 году, где Джимми Джонсон исполнил первые четыре песни (каверы других исполнителей) на первом из трёх дисков . Этот альбом в 1980 году получил номинацию Грэмми в категории «Лучшая этническая или традиционная запись» 
В ноябре 1980 года Джонсон стал лауреатом и дважды номинантом первой церемонии Blues Music Awards.
В 1988 году его карьера встала на паузу, в связи с тем, что его гастрольный автобус попал в аварию в Индиане, в которой погибли клавишник Джеймс Брайант и басист Ларри Экзум. Джимми Джонсон получил серьёзные травмы и вернулся в музыку лишь в 1994 году. В 2002 году вместе с братом он записал альбом Two Johnsons Are Better Than One, который стал лауреатом  Blues Music Awards в номинации «Альбом соул-блюза». Джимми Джонсон продолжал выступать на различных фестивалях, в том числе в Европе и записываться вплоть до 92-летнего возраста. Во время пандемии COVID-19 Джимми Джонсон еженедельно транслировал свои выступления на Facebook, трансляция в день 92-летия музыканта собрала более 80 000 зрителей .
Джимми Джонсон был введён в Зал славы блюза в 2016 году. В 2019 году во время 36-го Фестиваля блюза в Чикаго, где выступал Джонсон, мэр города официально объявил день его выступления Днём Джонни Джонсона. В 2020 году Джимми Джонсон был признан журналом Living Blues лучшим блюзовым гитаристом, а годом позже признан блюзменом года. Получил также ряд наград «За жизненные достижения» (журнал Blues Blast, «The Muddy» и др.) 
31 января 2022 год Джимми Джонсон умер в своём доме в Харви шестью днями раньше своей брата Сила. Музыкант оставил после себя жену и пятерых детей .
По словам обозревателя Allmusic, Джонсон обладал «закрученным, непредсказуемым гитарным стилем и высоким душещипательным вокалом, выделяющимся среди прочих» 
«Джимми Джонсон — один из самых страстных блюзовых певцов и оригинальных гитаристов Чикаго… с высоким голосом с оттенком госпела и элегантной джазовой, пронзительной гитарой» .
Известный писатель, критик, исследователь блюза Питер Гуральник сказал что «Джонсон играет с той же деликатностью и чувством, которые можно услышать в клубах, его несколько тонкий, чувствительный голос всегда сохраняет свою хрупкую остроту» .

## Дискография
- Jimmy Johnson & Luther Johnson (MCM Records, 1977)
- Tobacco Road (MCM, 1978)
- Johnson’s Whacks (Delmark Records, 1979)
- North//South (Delmark, 1982)
- Bar Room Preacher (Alligator Records, 1983)
- I'm a Jockey (Verve Records, 1994)
- Every Road Ends Somewhere (Ruf Records, 1999)
- Jimmy Johnson Featuring John Watkins (Black & Blue Records, 2000)
- Pepper's Hangout (Delmark, 2000)
- Ma Bea's Rock (Storyville Records, 2001)
- Heap See (Black & Blue, 2002)
- Two Johnsons Are Better Than One (2002)
- Brothers Live (Brambus Records, 2004)
- Every Day of Your Life (Delmark, 2019) [11]